# The Spider Woman
The Spider Woman (en España: Sherlock Holmes y la mujer araña y también La mujer araña) es una película de intriga policiaca estadounidense de 1943 dirigida por Roy William Neill y protagonizada por Basil Rathbone como Sherlock Holmes y Nigel Bruce como el Dr. Watson.
Es la séptima de catorce películas de este tipo en las que participó la pareja, y al igual que todas las películas de Universal Studios de la serie, la película está ambientada en la época actual en lugar de en la época victoriana de las historias originales del detective Sherlock Holmes. Esta película incorpora elementos de la novela de 1890 El signo de los cuatro, así como de los cuentos El problema final, La casa deshabitada, La banda de lunares y hace referencia explícita a El pie del diablo.

## Argumento
Una serie de suicidios similares tienen lugar en Londres mientras Holmes está de vacaciones en Escocia; poco después de quejarse a Watson sobre su salud, Holmes se desploma en un barranco y desaparece, presumiblemente muerto. En realidad, Holmes ha fingido su propia muerte para intentar localizar a la banda que está detrás de lo que él cree que son asesinatos, llevados a cabo por una "Moriarty femenina". Al ver que la conexión común entre las muertes es un plan de seguros de vida, Holmes se disfraza de Rajni Singh, un oficial indio que ha perdido mucho en las mesas de juego y está en desgracia: Adrea Spedding, la líder de la banda, se acerca a él y le dice que puede pedir dinero prestado utilizando su póliza de seguro. Ella descubre del disfraz de Holmes e intenta matarlo usando una araña venenosa cuyo veneno causa un dolor tan insoportable que las víctimas se suicidan. Holmes y Watson visitan al conocido aracnólogo Matthew Ordway para ver quién ha comprado las arañas recientemente, pero Holmes deduce que el hombre es un impostor. Ordway escapa y Holmes y Watson le encuentran muerto. Siguen la pista de los villanos hasta una feria donde, a pesar de un atentado contra la vida de Holmes, la banda es arrestada.

## Reparto
- Basil Rathbone - Sherlock Holmes
- Nigel Bruce - Dr. John Watson
- Gale Sondergaard - Adrea Spedding
- Vernon Downing - Norman Locke
- Dennis Hoey - Inspector Lestrade
- Alec Craig - Radlik
- Arthur Hohl - Adam Gilflower
- Teddy Infuhr - Larry
- Angelo Rossitto - El pigmeo
- Belle Mitchell - Adivino del carnaval
- Frank Benson - Vendedor de muñecas
- Gene Roth - Taylor
- Mary Gordon - Sra. Hudson